# Балашов, Андрей Владимирович (скульптор)
Андрей Владимирович Балашов (род. 13 июня 1957) — советский художник, скульптор, педагог. Народный художник Российской Федерации (2018).

## Биография
Родился 13 июня 1957 года в посёлке Малаховка Московской области.
Окончил Московскую художественную школу при МГАХИ им. В. И. Сурикова (класс скульптуры, педагоги: К. Л. Петросян, В. С. Барабанов) (1968—1975), затем Московский художественный институт имени В. И. Сурикова (отделение скульптуры, мастерская профессора М. Ф. Бабурина) (1976—1982). Работал в творческих группах Дома творчества им. Д. Кардовского, Доме творчества в Дзинтари (1984—1994 гг.)
Председатель Скульптурной секции Московской областной общественной организации «Союз художников» Союза художников России, член правления, член скульптурной комиссии Союза художников Российской Федерации (1991—2000 гг.)
Преподает на кафедре скульптуры и композиции Московского государственного академического художественного института имени В. И. Сурикова, в должности доцента (2003—2013 гг.), в должности профессора (с 2013 года)
Участник и лауреат многих всероссийских и международных симпозиумов по скульптуре (1985—2014 гг.)
Живёт и работает в посёлке Малаховка Московской области.

## Государственные и общественные награды и премии
- Лауреат всесоюзных, всероссийских и международных конкурсов по монументальному искусству.
- Премия Ленинского комсомола (1987)
- Серебряная медаль Выставки достижений народного хозяйства СССР (1989)
- Первая премия Всероссийского симпозиума по скульптуре (г. Тверь, 1989)
- Медаль «В память 850-летия Москвы» (1997)
- Орден Преподобного Сергия Радонежского III степени Русской Православной Церкви (1999)
- Золотая медаль Союза художников России имени В. И. Сурикова (2019)
- Медаль им. М. Б. Грекова Министерства обороны Российской Федерации (2019)

## Награды Российской академии художеств
- Серебряная медаль РАХ за произведения: «Писатель М. А. Булгаков», «Пришелец», «Протопоп Аваакум» (1992)
- Памятная медаль «За участие в воссоздании храма Христа Спасителя» Российской академии художеств (1999)
- Золотая медаль РАХ (2005)
- Медаль «Достойному» РАХ (2017)

## Звания
- Академик Российской академии художеств (Отделение скульптуры, 2007)
- Заслуженный художник Российской Федерации (1997)
- Народный художник Российской Федерации (2018)
- Доцент (2011)
- Профессор (2013)
- Член Союза художников СССР, России (1984)

## Основные проекты и произведения
Работы в области монументального искусства:
Памятники: Аллея спортивной славы ЦСК (в соавторстве с А. М. Таратыновым, Москва, 1984 г.), Симеону Тверскому (Тверь,1989 г.), В. И. Ленину (г. Ноябрьск,1991 г.), «Ополченцам» (Москва, Останкинский парк, 1992 г.), ректору Казанского университета К. Ф. Фуксу (совместно с И. А. Козловым, Казань, 1996 г.), певцу Ф. И. Шаляпину (Казань,1999 г.), поэту Алексею Лебедеву (Суздаль, 2001 г.), памятник летчику Виктору Талалихину (Москва,2001 г.), покорителям Енисея (Саяно-Шушенская ГЭС), памятник поэту и ученому Кул-Гали (Казань), Одинцу, основателю города Одинцова Московской области (Московская область, г. Одинцово, 2006 г.), 6 памятников — бюстов Почетным жителям города Одинцова Московской области (2006 г.), народному артисту СССР М. А. Ульянову (Омск, 2012 г.), поэту Тукаю (Стамбул, 2012 г.), президенту Республики Казахстан Нурсултану Назарбаеву (Астана).
Мемориальные памятники
- Герою Социалистического Труда Г. С. Золотухину (Москва, Новодевичье кладбище, 1990)
- Журналисту Дмитрию Холодову (Москва, Троекуровское кладбище, 1995)
- В. И. Фадееву (Москва, Рогожское кладбище, 1998)
- Полковнику В. И. Рябову (Москва, Троекуровское кладбище, 2001)
- Актёру Игорю Старыгину (Москва, Троекуровское кладбище, 2011)

Мемориальные доски
Актёру Михаилу Ульянову (Москва), актёру Георгию Жженову (Москва), драматургу Григорию Горину (Москва), актрисе Людмиле Целиковской (Москва, 2012)
Монументально-декоративные композиции
«Грехопадение» (Армения, г. Иджеван, 1985), «Миф VI» (Грузия, г. Мцхета, 1989), «Осенний лист» (г. Тверь, 1990), «Леда и лебедь» (Германия, г. Бургхеслер, 1994), «Немейский лев» (г. Переславль-Залесский, 1995), «Миф XII» (г. Казань, 1996), «Победитель» (г. Владимир, 1996), «Последний герой» (Греция, г. Салоники, 1997), «Даная» (Греция, Драма, 2000), «Древняя легенда» (Ливан, г. Алей, 2000), «Ева» (Московская область, г. Солнечногорск, 2001)
Воссоздал тондо «Святой Фома», композиции "Святой благоверный Михаил Черниговский, «Ангелы с хоругвями» на западном фасаде для скульптурного убранства Кафедрального соборного храма Христа Спасителя в Москве (1994—1999)
Работы в области станкового искусства
Портреты:
М. Нурмухамеда из серии «Друзья». Бронза (1979 г.), И. Родниной, А. Карпова из серии «Выдающиеся спортсмены ЦСКА». Бронза (1982-1984 гг.), скульптора И. Берга. Бронза (1985 г.), скульптора В. П. Буйначева. Бронза (1992 г.)
Сюжетные композиции:
«Сон о рыбе». Бронза (1993), «Старинная русская потеха». Бронза (2000), «Заяц вольный». Бронза (2014)
Станковые произведения:
Представлены в Алма-Атинской художественном музее, Пермской картинной галерее, Музее музыкальной культуры имени М. Глинки, Театральном музее имени А. Бахрушина, Государственной Третьяковской галерее, частных коллекциях в России и за её пределами.

## Персональные выставки
Участник московских, всероссийских, всесоюзных, зарубежных и международных выставок (с 1978 года). Персональные выставки прошли во многих городах России и зарубежных странах.